# 放鬆 (心理學)
心理學中的放鬆（英語：Relaxation）是一種生物的情緒狀態，處於低緊張狀態，並且沒有憤怒、焦慮或恐懼等負面情緒的干擾。根據牛津詞典的說法，放鬆是指身體和心智都沒有緊張和焦慮。 可以透過冥想、自律訓練法（英語：Autogenic training）和漸進性肌肉鬆弛來實現放鬆。 放鬆有助於改善應對壓力的能力。 壓力是導致心智和身體問題的主要原因，因此感到放鬆對一個人的健康有益。 當我們感到壓力時，交感神經系統會被激活，因為我們處於戰或逃反應模式； 隨著時間的推移，這可能會對人體產生負面影響。